# Градска библиотека Љиг
Градска библиотека Љиг датира од 1927. године и једина је установа културе у љишкој општини. У библиотеци се одржавају разноврсни програми, од књижевних вечери, вечери монодраме, музичко-поетске вечери, до изложбе слика, предавања, трибина, а све у функцији задовољавања разноврсних потреба корисника библиотеке и грађана љишке општине.
Градска библиотека поред основне делатности је и организатор манифестације Љишких културних вечери, на којој се одвијају музичко-сценски програми на отвореном, као и ликовна колонија.

## Дечја библиотека „Слободан Ж. Марковић”
У оквиру Дечја библиотека „Слободан Ж. Марковић”. У њој се организују радионице за децу школског узраста, а предшколци са својим васпитачицама долазе у библиотеку, као и деца са учитељицама.
У Дечјој библиотеци смештен је легат професора Слободана Ж. Марковића који је библиотеци поклонио 5.000 књига и преко Гетеовог института у Београду, најсарменије полице за књиге.